# Erik Dahlbergh
Erik Dahlbergh, švedski inženir in feldmaršal, * 10. oktober 1625, † 16. januar 1703.